# Vacansoleil (cég)
A Vacansoleil egy holland érdekeltségű utazásszervező cég, központja Eindhovenben található, de további irodái vannak Belgiumban, Dániában, Angliában, Németországban, Magyarországon, Franciaországban, Lengyelországban és Olaszországan. A Vacansoleil aktív részese az európai piacnak. A cég utazásszervezőként számos saját irodával, Európa-szerte kínál teljesen felszerelt mobilházakat és sátrakat igényes kempingekben. A céget Wim Backers ügyvezető igazgató irányítja.

## A cég története
A Vacansoleil egy családi vállalkozás, melyet 1969-ben alapított  Frans Backers. Később átadta fiának a vállalkozást, melyet fia, Wim sikeresen továbbvitt, egyre jobban terjeszkedve. 
A cég kinőtte magát, piacvezető lett az európai kempingnyaralások terén, mára 11 nemzetközi irodával rendelkezik.

## Hírnév és promóció
2009 óta a Vacansoleil lett a főszponzora a holland profi kerékpárcsapatnak, a Vacansoleil Pro Cycling Team-nek. Ezenfelül saját TV-programja is van; a holland RTL 4 kereskedelmi csatornán 'Campinglife' címen vetítik.